# مانويل غونزاليس (مبارز بالسيف)
مانويل غونزاليس هو مبارز بالسيف كوبي، ولد في 28 يناير 1950 في هافانا في كوبا.

## وصلات خارجية
- مانويل غونزاليس على موقع أوليمبيديا (الإنجليزية)